# Ngôn Đài Loan
Ngôn Đài Loan (danh pháp khoa học: Alyxia taiwanensis) là một loài thực vật có hoa thuộc họ la bố ma, Apocynaceae, là loài đặc hữu của Đài Loan. Chúng hiện đang bị đe dọa vì mất môi trường sống. Quả mọng có màu cam và lá dạng lông chim, dạng con mắt, mọc đối thành 3-7 cặp trên dây leo xoắn dài. Hạt bắt đầu hình thành trong khoảng một tháng, nảy mầm trên 4 tháng.